# Lidia Liss
Lidia Encarnación Avilés, conocida como Lidia Liss (Puerto del Son, Galicia, 1 de mayo de 1898 - Avellaneda, 27 de junio de 1976) fue una actriz, pionera del cine mudo argentino.

## Carrera
Liss fue una actriz del cine mudo que, sin ninguna experiencia actoral previa, debutó en 1919 con el filme Campo ajuera, dirigido por José Agustín Ferreyra y protagonizado por Nelo Cosimi y Diego Figueroa, desempeñándose -al decir de Leopoldo Torres Ríos- "con una sobriedad y una firmeza de gesto poco común"
.
Liss inició  su carrera luego de ser presentada por Fanny Loy a Ferreyra, con el cual trabajó en ocho de sus cintas.
Actuó con figuras de la talla de Carmen Giménez, Rodolfo Vismara, Carlos Dux, María Turgenova, Jorge Lafuente, Enrique Parigi, Maria Elena Castro, Carlos Lasalle, José Pla, Álvaro Escobar, Yolanda Labardén, Florentino Delbene, Carlos Campogalliani, Nora Montalbán, Augusto Gocalbes, Elena Guido, Nelo Cosimi, Margarita Corona, entre otros.
Ya para el año 1925 y luego del film, Y era una noche de Carnaval, su fama fue decreciendo, y ya al no tener  relación con Ferreyra, su imagen se fue diluyendo del mundo artístico

## Vida privada
Tuvo un romance con el director argentino José Agustín Ferreyra. Murió a los 78 años por causas naturales el domingo 27 de junio de 1976.

### Cine
- 1919: Campo ajuera
- 1919: De vuelta al pago
- 1920: Palomas rubias como Elena Carter
- 1921: La gaucha como Marga, la gaucha
- 1922: Buenos Aires, ciudad de ensueño como Magdalena, la cocotte
- 1922: La muchacha del arrabal
- 1922: La chica de la calle Florida como Alcira, la chica de la calle Florida
- 1923: Melenita de oro[6]
- 1925: Y era una noche de Carnaval